# Його секретар
«Його секретар» (англ. His Secretary) — американська кінокомедія режисера Гобарта Генлі 1925 року.

## Сюжет
Комедія про гидке каченя, яке підслуховує свого боса, коли він каже, що поцілує її за тисячу доларів. Після чого вона йде до косметолога.

## У ролях
- Норма Ширер — Рут Лоуренс
- Лью Коуді — Девід Колман
- Віллард Луїс — Джон Слоден
- Карл Дейн — двірник
- Гвен Лі — Клара Бейн
- Мейбл Ван Бурен — місіс Слоден
- Естель Кларк — Мінні
- Дональд Рід — клерк